# Wallfahrtskirche St. Wolfgang (Pipinsried)

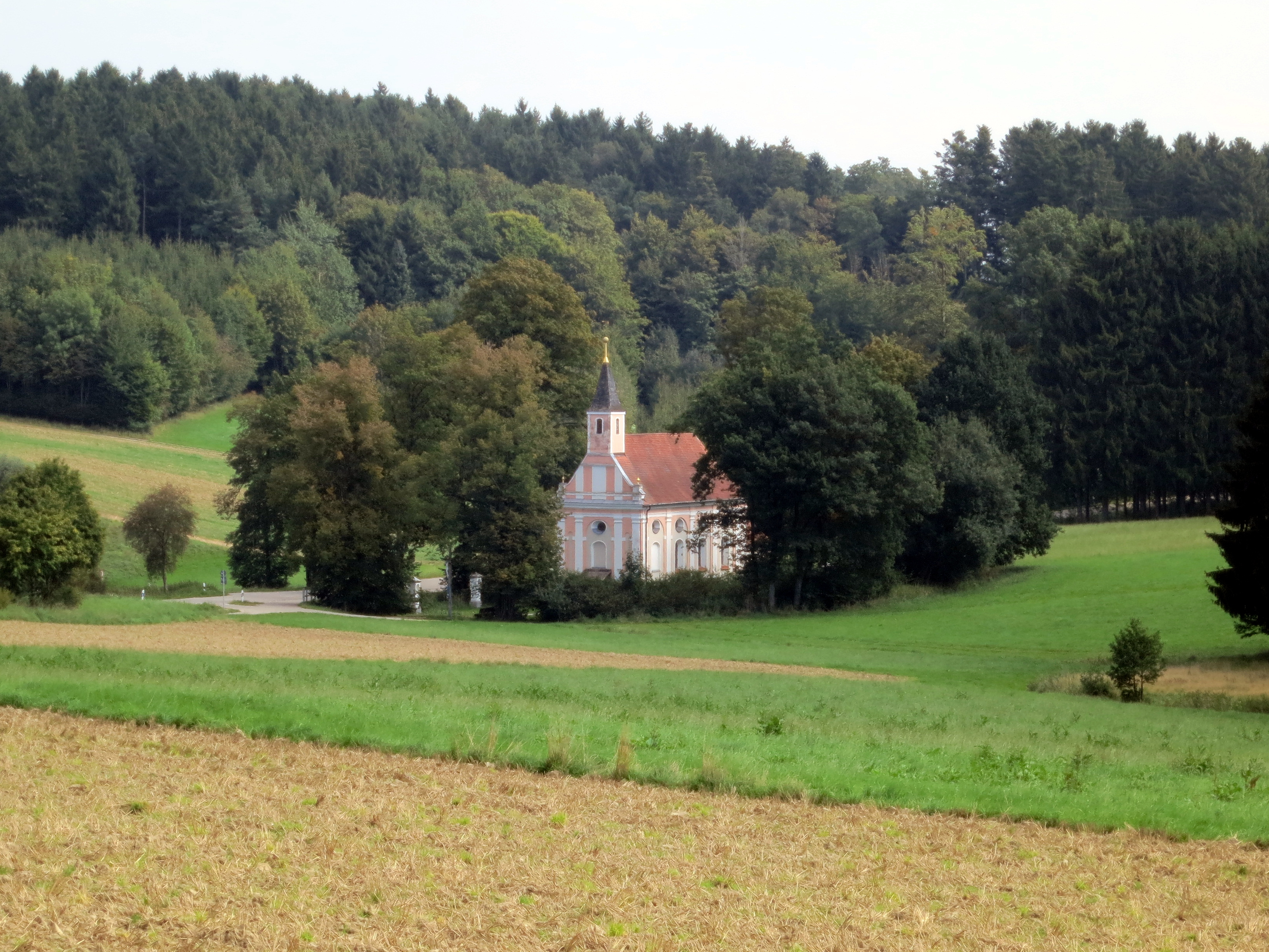
Blick auf St. Wolfgang bei Pipinsried

Die Wallfahrtskirche St. Wolfgang liegt außerhalb des Ortsteils Pipinsried der Marktgemeinde Altomünster im Landkreis Dachau. Sie stellt mit den vierzehn sie umgebenden Kreuzwegstationen ein eingetragenes Baudenkmal dar.
Die Wallfahrtskirche gehörte ab 1382 über die katholische Pfarrkirche St. Dionysius in Pipinsried zum Kloster Indersdorf.

## Geschichte der Wallfahrt
Im Mai 1613 unternahmen mehrere Bewohner aus Pipinsried eine Wallfahrt nach Regensburg zum hl. Wolfgang anlässlich der Translation seiner Gebeine nach Regensburg. Von dieser Reise brachten sie mehrere Bilder des St. Wolfgang mit. Eines der Bilder setzten sie in die Höhlung eines Baums. Als dieser Baum nach Jahren gefällt wurde, fiel das Bild heraus. Der Legende zufolge kehrte dieses Bildnis des heiligen Wolfgang noch mehrere Male auf einen Baumstumpf im Wald zurück, nachdem es der Pfarrer von Pipinsried auf den Altar seiner Kirche gelegt hatte. Dieser Umstand und der, dass der Finder des Bildes nach Anrufung Hilfe bei einem körperlichen Leiden gefunden hatte, erregte so viel Aufsehen, dass am Fundort des Bildes eine hölzerne Säule errichtet wurde. Weil der Andrang zu dem Heiligenbild weiter zunahm, wurde die Säule durch eine hölzerne Kapelle ersetzt, die am 26. Oktober 1638 die Messerlaubnis (licentia celebrandi) erhielt. Diese hölzerne Kapelle wurde im Jahr 1693 durch eine Kirche aus Stein ersetzt, die am 6. Juli 1695 geweiht wurde. Sie steht noch heute in ihrer ursprünglichen Form.

## Architektur
Die Wallfahrtskirche ist ein Saalbau mit einem nicht abgesetzten, halbrunden Chor, einem Dachreiter über dem Westgiebel sowie einer vor der Westfassade gelegenen Vorhalle. Die Sakristei ist am Chorscheitel angebaut. Baumeister war Hans Maurer aus Hirtlbach. Die Fassade ist durch Putzpilaster gegliedert.

## Ausstattung

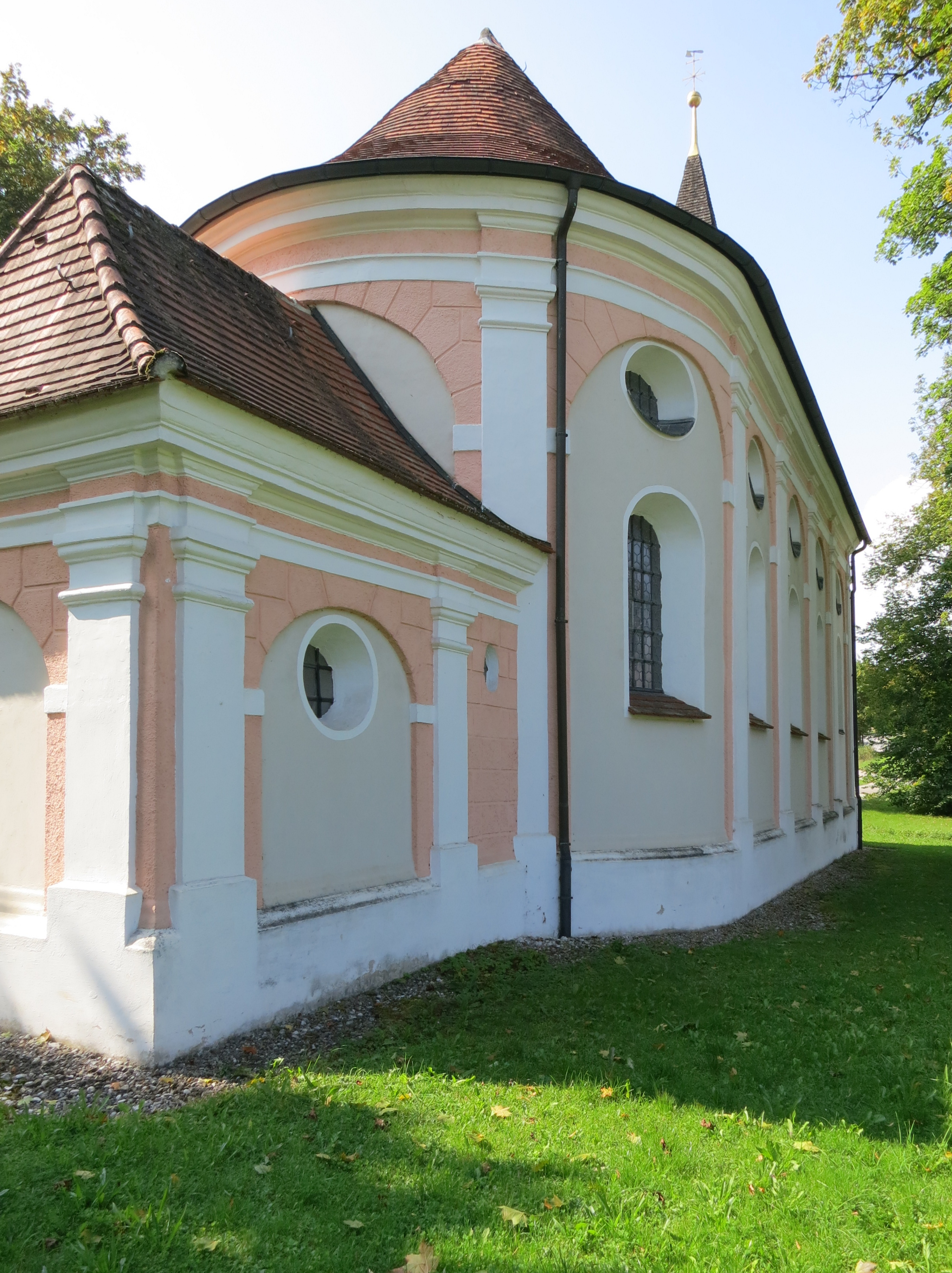
Außenansicht von St. Wolfgang

Im Landkreis Dachau zählt die Barockkirche zu den künstlerischen Kostbarkeiten der Gegend. Auch wenn in den letzten Jahren ein Teil der Ausstattung gestohlen wurde, so ist der barocke Kirchenraum immer noch sehenswert.
Die Kirche wurde um 1746 von Ignaz Mayr ausgemalt und von Franz Xaver Feichtmayr d. Ä., von dem auch die Kanzel stammt, mit Stuck versehen.
Der Innenraum ist durch Pilaster gegliedert. Der halbrund abschließende Chor ist durch ein umlaufendes Gebälk gegliedert. Die Belichtung erfolgt durch Rundfenster in Schildbögen.
Der vom Kistler Melchior Obermayr errichtete Hochaltar wurde vom Indersdorfer Johann Georg Vogt entworfen und gefasst. Er besitzt einen Säulenaufbau. Durch das etwa einen Meter nach hinten verschobene Altarbild wird sein bühnenartiger Charakter betont. Der Altar wird nach oben hin durch einen Aufsatz abgeschlossen, auf dessen Strahlenkranz die Heilige Dreifaltigkeit dargestellt ist. Das heutige Altarbild des hl. Wolfgang ist in späterer Zeit entstanden.
An der Decke befinden sich drei Gemälde von Ignaz Mayr, die das Leben des hl. Wolfgang thematisieren:
- Bußstein von St. Wolfgang (im Chor)
- St. Wolfgang kommt in die neue Kirche von Pipinsried (im Langhaus)
- St. Wolfgang und der Teufel (über der Empore)

Die Emporenbrüstung ist gefasst.

## Kreuzweg

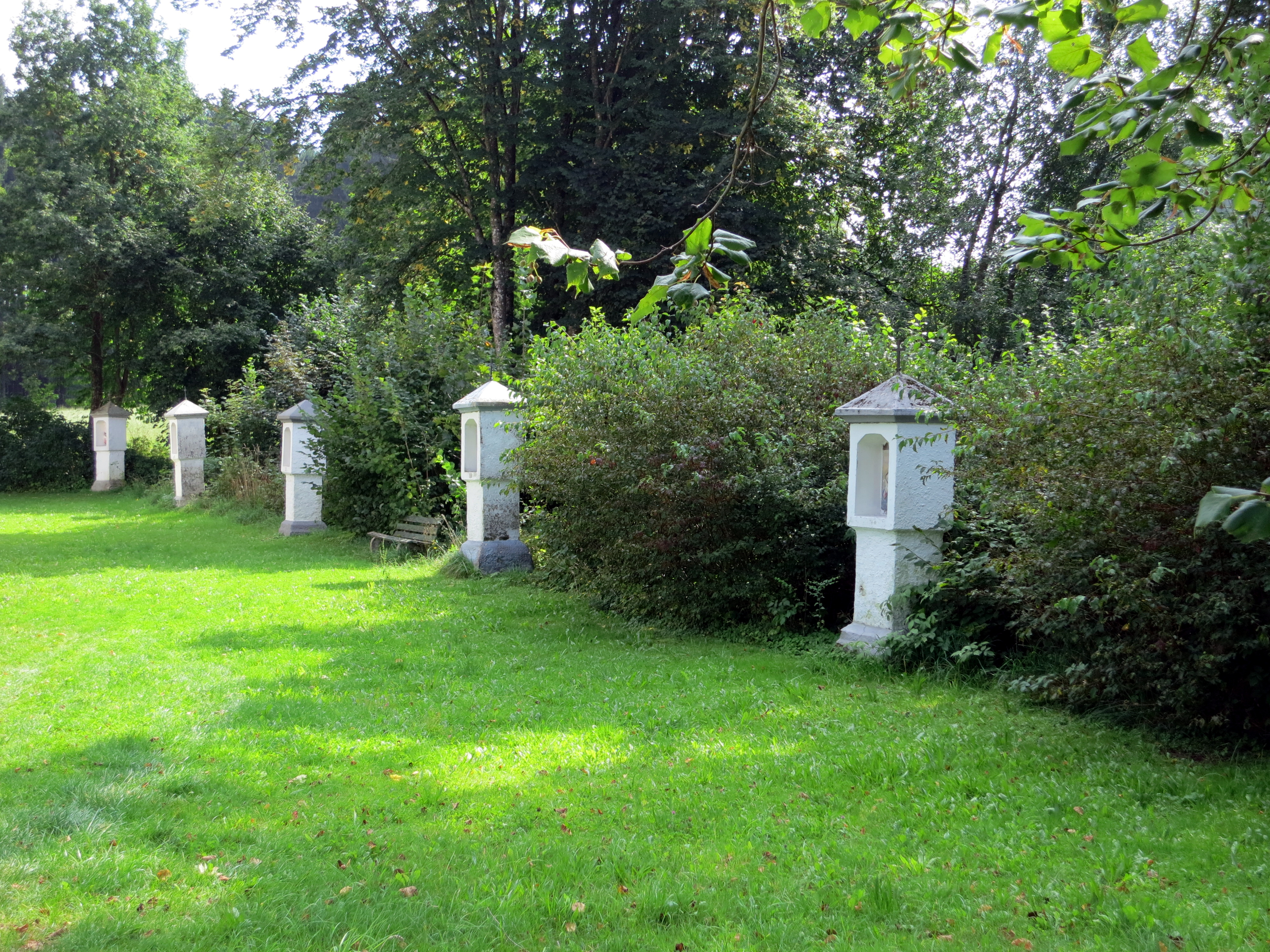
Kreuzweg rund um St. Wolfgang

Wie es bei den Wallfahrtskirchen in der Zeit von 1500 bis 1750 üblich war, wurde um die Kirche herum ein Kreuzweg angelegt. 1980 wurde er renoviert.